# 오스트레일리아 비밀정보국

오스트레일리아 비밀정보국(영어: Australian Secret Intelligence Service, ASIS 에이시스[*])은 오스트레일리아의 정보 기관이다. 오스트레일리아 비밀정보국은 영국 비밀정보청 (MI6)과 미국 중앙정보국 (CIA)과 상응한다.